# Lebbiner See
Der Lebbiner See ist ein 28 Hektar umfassender Natursee in der Kleinstadt Storkow im Brandenburger Landkreis Oder-Spree. Er liegt im Naturpark Dahme-Heideseen und entwässert über das Rieploser Fließ, den Stahnsdorfer See und verschiedene weitere Gewässer zur Dahme beziehungsweise Spree.
Das ungeschichtete Stillgewässer hat eine maximale Tiefe von 4 und eine mittlere Tiefe von 2,1 Metern. Der waldgesäumte See wurde nach der LAWA-Richtlinie in die höchste Trophiestufe IV (polytroph) eingestuft. In der ersten Hälfte des 18. Jahrhunderts war der See Teil einer Flößergrabenverbindung zur Dahme, über die Berlin aus den umliegenden Forsten mit Bauholz versorgt wurde.

## Lage und Naturraum
Der Lebbiner See befindet sich südlich des von der Spree durchflossenen Berliner Urstromtals und am Westrand der Storkower Platte im Ostbrandenburgischen Heide- und Seengebiet, das in den Naturräumlichen Haupteinheiten Deutschlands als Nr. 82 geführt wird. Die zahlreichen Seen des Gebiets sind ein Relikt des Brandenburger Stadiums (24.000 bis 22.000) der Weichsel-Eiszeit. Der See liegt knapp zwei Kilometer über dem Nordufer des Großen Storkower Sees im äußersten Nordosten des Naturparks Dahme-Heideseen; entlang des Ostufers zieht sich die Grenze des Naturparks.
Die gesamte Fläche des eiförmig von Süd nach Nord gestreckten Gewässers, die südlichen und die südöstlichen Uferbereiche liegen auf dem Stadtgebiet von Storkow, dessen Gewerbegebiet rund 1000 Meter südlich beginnt. Die westlichen, nördlichen und nordöstlichen Uferzonen gehören hingegen zum namengebenden Dorf Lebbin, einem bewohnten Gemeindeteil des Spreenhagener Ortsteils Markgrafpieske. Der Dorfkern Lebbins folgt nördlich in einer Entfernung von knapp 1,5 Kilometern. Über dem Ostufer verläuft die Kreisstraße K 6752 (Lebbiner Straße), die Storkow über Lebbin mit Markgrafpieske verbindet. Der waldgesäumte See ist nur an wenigen Stellen zugänglich, kann aber in einiger Entfernung vom Ufer auf der Straße und auf einem Fußweg umrundet werden. Ein Wander- und Radweg führt nach rund 400 Metern in das kleine Dorf Neu Boston im Westen, das um 1775 nach dem Siebenjährigen Krieg als Kolonistendorf errichtet wurde und heute als Stadtteil beziehungsweise Wohnplatz zu Storkow gehört.

## Hydrologie und Limnologie

### Trophische Charakteristik und morphometrische Parameter
Die Seen in der Storkower Region, insbesondere die Flachseen, gelten generell als belastet und werden nach Analysen des Lehrstuhls Gewässerschutz an der Brandenburgischen Technischen Universität Cottbus großteils auch trotz umfangreicher Sanierungsmaßnahmen bis 2015 nicht den „guten ökologischen Zustand“ nach der EG-Wasserrahmenrichtlinie (EU-WRRL) erreichen. Die unbefriedigende Gewässerqualität resultiert aus hohen Nährstoffeinträgen aus dem Einzugsgebiet seit Ende der 1960er-Jahre und aus einer hohen P-Rücklösung aus den Sedimenten. Trotz sinkender Nährstoffeinträge zwischen 1994 und 1997 blieb die Trophie der Seen auf unverändert hohem Niveau. Allein beim Lebbiner See kam es durch Nahrungsnutzeffekte infolge eines Fischsterbens unter Eis im Winter 1995/96 zu einer Trophieverminderung, allerdings nur kurzzeitig. Seinen natürlichen trophischen Referenzzustand e2 (eutroph, mäßiger Zustand nach der EU-WRRL) erreichte auch der Lebbiner See nur partiell, zumeist wurden auch von 1994 bis 2008 polytrophe Parameter (p1, polytroph, unbefriedigender Zustand nach der EU-WRRL) gemessen. Im Einzelnen ergaben sich zwischen 2003 und 2008 folgende morphometrischen und limnologischen Werte (Vegetationsmittelwerte von April bis Oktober): Fläche 26 Hektar, Einzugsgebiet 4,6 km2, mittlere Tiefe 2,1 Meter, Sichttiefe 0,8 Meter, Chlorophyll a-Konzentration 42 µg/l, Gesamtphosphorkonzentration 60 µg/l und eine Gesamtstickstoffkonzentration von 1207 µg/l.

### Zu- und Abfluss: Hirschluchgraben und Rieploser Fließ
Seinen einzigen Oberflächenzufluss erhält der See durch den Hirschluchgraben. Der Graben kommt von Südosten aus dem landschaftsgeschützten Hirschluch, einem Tümpel an der „Ev. Jugendbildungs- und Begegnungsstätte Hirschluch“ unterhalb des Storkower Naturschutzgebietes Binnendüne Waltersberge. Allerdings liegt der Hirschluchgraben mit Stand 2013 und insbesondere in den wärmeren Monaten weitgehend trocken. Den einzigen Abfluss bildet das 3,88 Kilometer lange Rieploser Fließ (auch: Großer Graben oder Großgraben), das den See vorbei an Neu Boston und durch Rieplos nach Westen zum Stahnsdorfer See entwässert. Vom Stahnsdorfer See gelangen die Wasser über das Stahnsdorfer Fließ in den Storkower Kanal, Teil der Bundeswasserstraße Storkower Gewässer (SkG). Die Wasserstraße verläuft über den Wolziger See und das Blossiner Fließ zum Langen See und mündet bei Prieros rechtsseitig in die Dahme-Wasserstraße ein.
Von der östlich nah am Lebbiner See gelegenen Kläranlage Storkow gelangten gereinigte Abwasser über eine Versickerungsanlage voraussichtlich auch in den Lebbiner See. Dies wurde im Jahr 2002/2003 umgestellt und seitdem gelangt das gereinigte Abwasser direkt in das Rieploser Fließ und weiter in den Stahnsdorfer See, der Lebbiner See ist also dadurch nicht mehr betroffen. Welchen Einfluss diese Veränderung der Zuleitung auf die Ökosysteme der Gewässer hat, sollte von der BTU Cottbus weiter untersucht werden.

## Flora und Fauna

### Biozönose

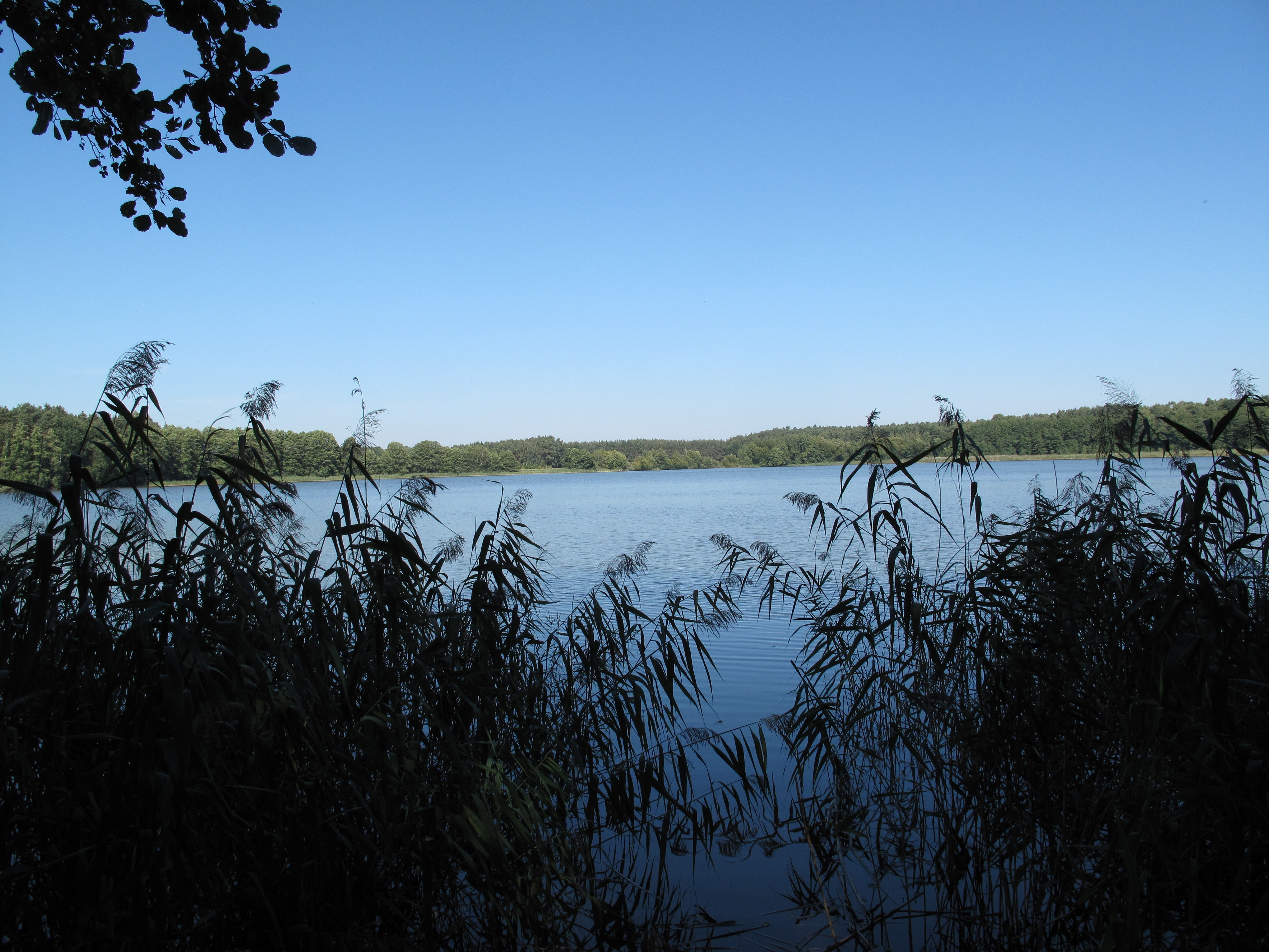
Schilfgürtel am Ostufer

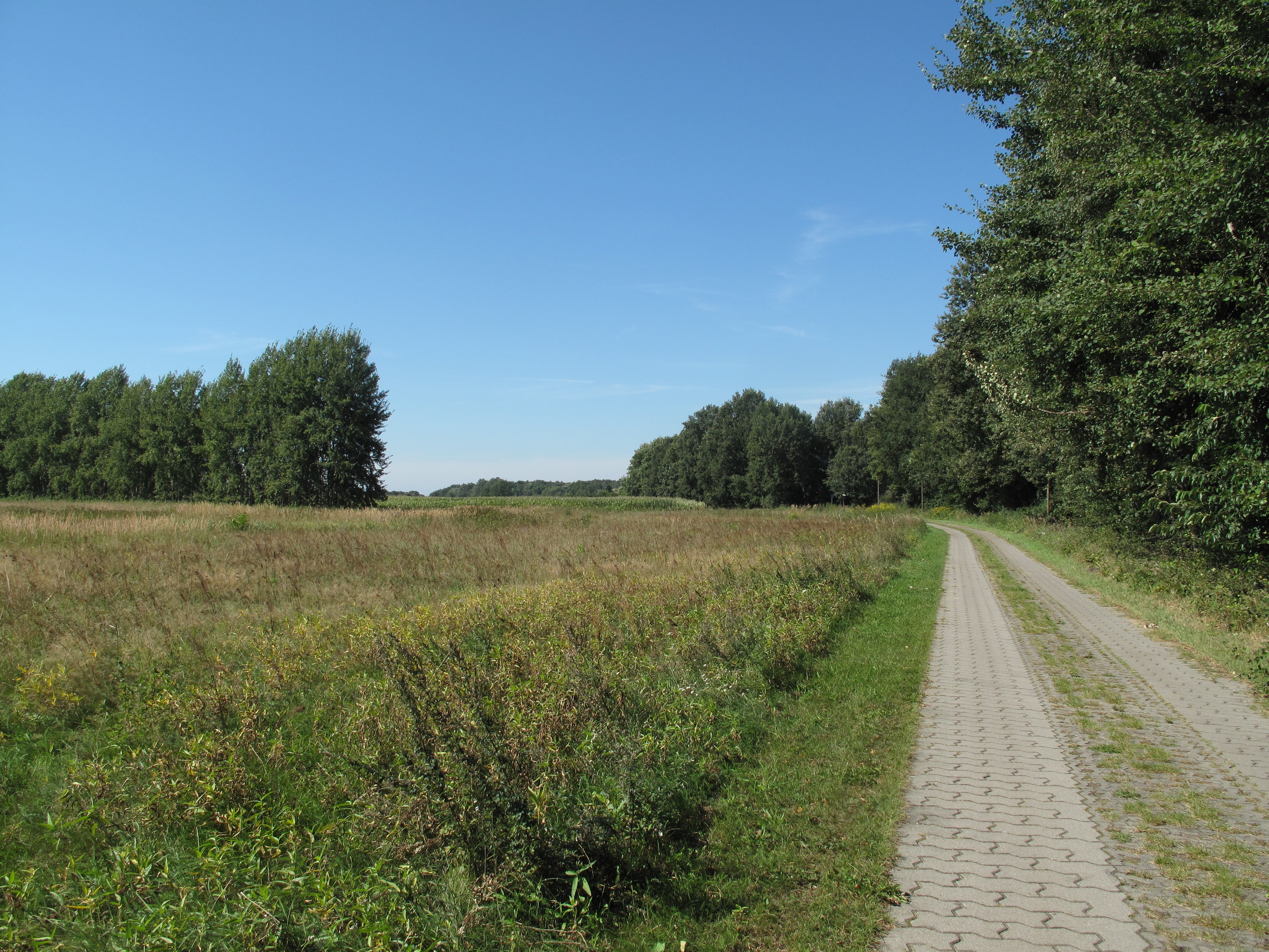
Waldsaum und Wiesenlandschaft am Westufer

Die Algenzusammensetzung des Lebbiner Sees wurde in den Jahren 1994 bis 1995 an drei Sommerterminen von der BTU Cottbus erfasst. Dabei ergab sich mit 90 % eine hohe Dominanz der Cyanobakterien (früher: Blaualgen). Rund 25 % entfielen auf die Art Planktothrix agardhii und rund 50 % auf die Gattung Aphanizomenon, deren Auftreten generell als deutlicher Indikator einer einseitigen Phosphat-Überdüngung gilt. Daneben gab es Vorkommen der eingewanderten, bisher aus tropischen bis subtropischen Gewässern bekannten Art Cylindrospermopsis raciborskii mit einem Biomasseanteil bis zu 13 %. Das Fischsterben unter Eis im strengen Winter 1995/96 führte nach Darstellung der BTU-Forschungsgruppe wahrscheinlich zu einem deutlich verminderten Fraßdruck auf die Wasserflöhe, sodass sie sich außerordentlich stark vermehren konnten. Als Folge ihrer dadurch erhöhten Filtrationsleistung seien möglicherweise derartig viele Algen konsumiert worden, dass die Algenbiomasse im Sommer 1996 (gemessen als Chlorophyll a mit 27 μg l -1 im Mittel) um die Hälfte geringer als in früheren Jahren ausgefallen sei.
In den Sommermonaten 1999 und 2000 wurden keine Cyanobakterien mehr beobachtet. An ihrer Stelle trat mit 57 % eine Blüte von Grünalgen der Gattung Coelastrum microporum auf. Ende August 2000 dominierte im Phytoplankton Ceratium hirundinella, eine Art der Dinoflagellaten. Laut-BTU-Bericht ist der Dominanzwechsel innerhalb der Algenzusammensetzung des Lebbiner Sees angesichts des unverändert hohen trophischen Niveaus, das durch hohe Konzentrationen an Gesamtphosphor gekennzeichnet sei, erstaunlich. Allerdings sprächen eine drastische Abnahme der Ammonium- und SRP-Konzentrationen (SRP = Soluble Reactive Phosphorus = (lateinamerikanisch für gelöster reaktiver Phosphor) sowie ein leichter Rückgang der Sulfatkonzentrationen für eine verbesserte Abwasseraufbereitung in der nahegelegenen Kläranlage Storkow. Der seit Beginn der Untersuchungen ungebrochene Anstieg der Chloridkonzentration zeige jedoch, dass der Lebbiner See immer noch stark anthropogen belastet sei.

### Weitere Tiere und Pflanzen, Fischerei
An den See reichen von Norden/Nordosten die Lebbiner Heide, von Osten der Kolpiner Forst und von Südosten der Kleine Storkower Forst heran. Das Westufer säumen schmale Baumreihen, an die sich Offenland anschließt. Einige Uferzonen sind von Bruchwald bestimmt. Die überwiegend naturbelassenen Ufer sind über weite Strecken mit teils dichtem Röhricht bewachsen.
Im See kommen die laut Roter Liste Brandenburg im Bestand zurückgehenden Zander und Aale vor. Hauptfischarten sind Karpfen, Barsche und Schleie und weitere Weißfischarten wie Rotauge oder Rotfeder. An der Spitze der Nahrungskette des Sees räubern Hechte. Der See wird von Anglern und für die Berufsfischerei genutzt. Boots- und Nachtangeln ist untersagt. Betreiber ist die Storkower Fischgenossenschaft eG.

## Geschichte

### Name, Ersterwähnungen
Der See wurde erstmals 1514 im Erbregister der Herrschaft Beeskow als Löbinichen See schriftlich erwähnt. In dem Register, das von Adolph Friedrich Riedel im Codex diplomaticus Brandenburgensis wiedergegeben ist, heißt es unter der Überschrift Löbinichen:

„VI huefen hat Martin, der Schultze, ist ein Lehngutt, musz es empfahen vndt Lehrware geben, auch mit Wagen vndt Pflug dienen und andere gebühr Pflegen, wie andere Schultzen Item genannter Schultze hat frey fischerey mit Stack vndt Klebe Netzen Inn allen Graben, welche ausz Löbinichen See gehet, wehre aber musz er nicht bauwen.“

In einem Dokument von 1736 findet sich ein Eintrag als Lebbinische Seen. Der Name wurde vom Ort Lebbin auf den See übertragen. Das Dorf wurde 1485 als Lobb[ …] und 1493 als Lubinchen ersterwähnt. Der Name ist slawischen Ursprungs und bedeutet nach Angabe des Ortsnamenbuchs der Länder Brandenburg und Berlin Siedlung eines Mannes namens Luba.

### Kanalverbindung über den Lebbiner See

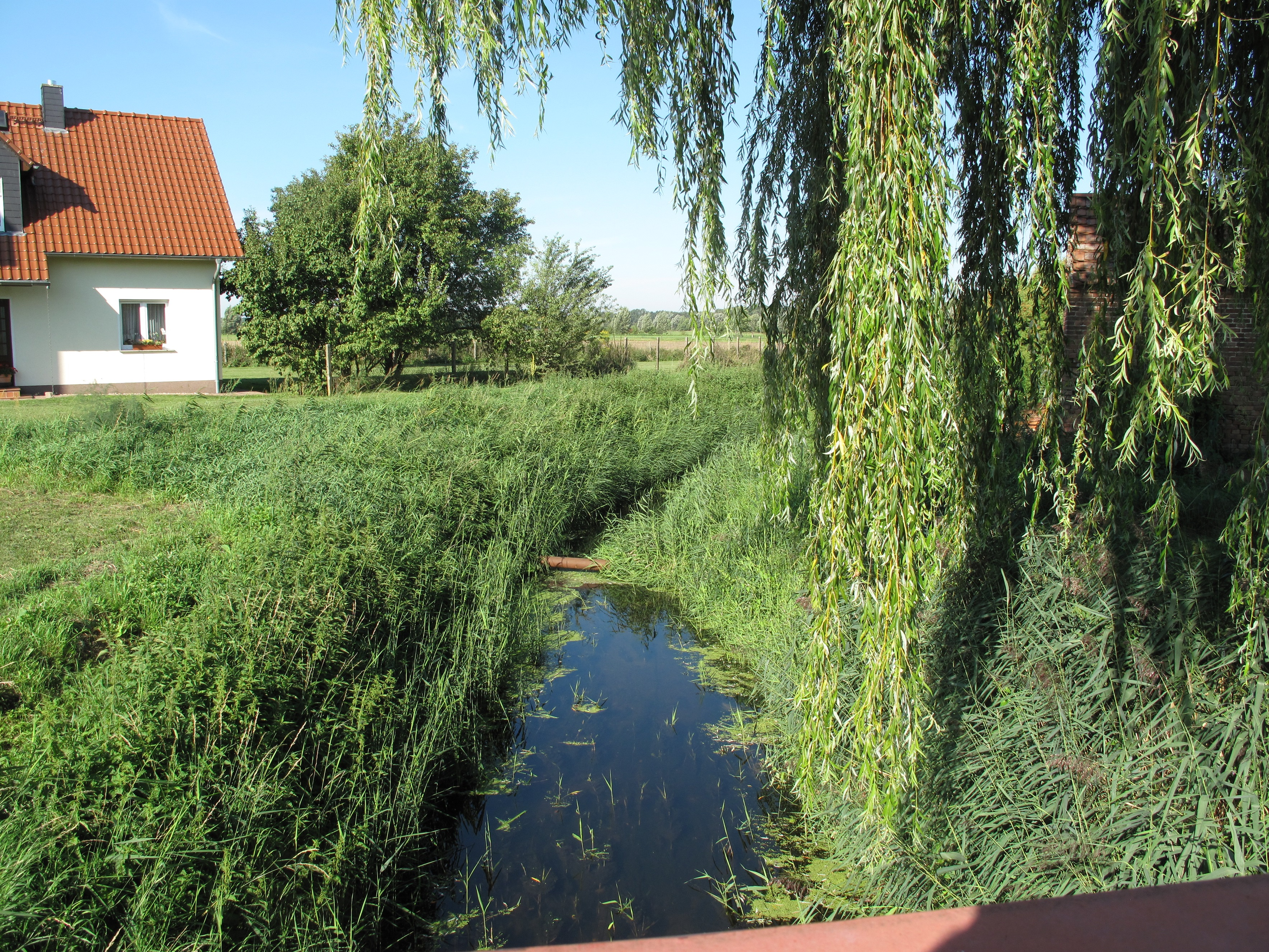
Rieploser Fließ in Rieplos

Der Lebbiner See spielte im 18. Jahrhundert eine Rolle bei dem Ausbau der Storkower Gewässer, als eine durchgehende Wasserstraße angelegt wurde, um Berlin aus den Storkower und den umliegenden Wäldern mit Bauholz zu versorgen. Der Statistiker und Historiker Freiherr Leopold Zedlitz und Neukirch schrieb 1828 zum Storkower Kanal, der 1746 den Storkower Flößerkanal von 1732 ersetzte (der erwähnte Dolgensee ist ein heute noch gebräuchlicher Name für den Großen Storkower See):

„Seine schöne Bestimmung ist, den Holzmangel und die Holztheurung, die in Berlin sehr bedeutend ist, zu mindern. […] Er wird durch einen Ausfluß des Dolgensee gespeist und geht sodann bei Storkow vorbei in den Wolziger See, hier setzt er sich mit dem Stahnsdorfer Flößgraben und dem Lebbinsee in Verbindung.“

Der 3,88 Kilometer lange Graben (Rieploser Fließ) zwischen dem Lebbiner und Stahnsdorfer See wurde sehr wahrscheinlich kurz vor oder parallel zum Storkower Flößerkanal als sogenannte „obere Verbindung“ angelegt. Möglicherweise wurde dazu ein bereits vorhandenes natürliches Fließ ausgebaut. Nach einem Bericht des Wasserbauexperten und Baurats Becker an die königliche Regierung in Potsdam von 1816 soll zwischen 1730 und 1733 ein Flößerkanal gebaut worden sein, der den Glubigsee über den Scharmützelsee, Storkower See, Lebbiner See, Stahnsdorfer See und den Wolziger See als Holztransportweg mit der Dahme verband. Neuere Untersuchungen ergaben, dass die „obere Verbindung“ so nicht bestanden haben kann beziehungsweise eine Kanalführung vorbei an den Storkowschen Weinbergen mit einer Verbindung zwischen dem Storkowsee und Lebbiner See aufgrund der Geländeverhältnisse in der Planungsphase steckenblieb und nie zustande kam. Dieser Kanal habe allenfalls noch rund 1,5 Kilometer über den Lebbiner See hinaus nach Osten bis in den Kolpiner Forst gereicht, wo 1732/1747 eine Ablage nachgewiesen ist.
Doch auch der Große Graben zwischen dem Lebbiner und Stahnsdorfer See wurde nicht lange genutzt. So hielt ein General-Directional-Rescript von 1767 fest, die Stauwerke des Stansdorffschen Kanals seien vernichtet worden und diese Kanalanlage eingegangen, weil die Holzbestände in den anliegenden Forsten soweit abgenommen hatten, daß die Unterhaltskosten des Canals mit dem Vortheil, den er noch gewährte, in keinem Verhältnis weiter standen. Stattdessen wurde die heute noch bestehende „untere Verbindung“, der Storkower Kanal, ausgebaut.